# Avsunviroidae

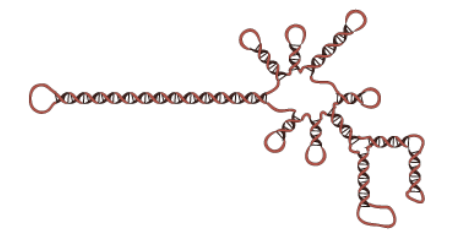
Viroidi della familia Avsunviroidae.

Gli Avsunviroidae sono una famiglia di viroidi. 
Esistono quattro specie in tre generi (Avsunviroid, Elaviroid e Pelamoviroid).
Sono costituiti da genomi di RNA con 246-375 nucleotidi di lunghezza. Sono cerchi covalenti a filamento singolo e hanno un accoppiamento di base intramolecolare. Tutti i membri mancano di una regione centrale conservata.
I membri della famiglia Avsunviroidae infettano naturalmente solo le angiosperme, con una gamma di ospiti limitata a una singola specie di pianta o a poche specie di piante correlate.